# Erigonella
Erigonella is een geslacht van spinnen uit de familie hangmatspinnen (Linyphiidae).

## Soorten
De volgende soorten zijn bij het geslacht ingedeeld:
- Erigonella groenlandica Strand, 1905
- Erigonella hiemalis (Blackwall, 1841)
- Erigonella ignobilis (O. P.-Cambridge, 1871)
- Erigonella stubbei Heimer, 1987
- Erigonella subelevata (L. Koch, 1869)
  - Erigonella subelevata pyrenaea Denis, 1964